# Can Cerdà (Cerdanyola del Vallès)
|  | Per a altres significats, vegeu «barri de Can Cerdà». |

Can Cerdà és una masia al barri de Can Cerdà al terme municipal de Cerdanyola del Vallès a la comarca catalana del Vallès Occidental. Can Cerdà, coneguda també amb els noms de Montcerdà i Can Cerdà del Bosc. El 1150, el seu territori formava part de les propietats del primer Monestir del Cister a Catalunya, Valldaura, però a partir de 1169 s'instal·la a Santes Creus, encara que mantenia una granja a Valldaura fins a final del segle xiii. Jaume II hi va fer obres per ser una Casa Reial de caça a partir de 1294. Valldaura va estar activa com a Casa Reial fins a principis del segle xiv (Martí I) i a partir d'aquell moment va entrar en decadència. L'any 1426 el rei Alfons el Magnànim va donar a Joan Cerdà el territori de Montcerdà com a compensació per acció de guerra. Es va convertir en una Quadra (una mena de petit municipi) a partir de principis del segle xvi i incloïa tres focs: Valldaura, Montcerdà i Güell. El seu senyoriu passa per mans de diverses famílies com la Rebolledo, Pasqual, Calça, Genovard, Magarola i Francolí. Els Montcerdà tradicionalment van actuar com a batlles de la Quadra (n'existeix informació escrita a partir de 1517). Hi ha constància documental de la reconstrucció de la casa l'any 1671, en temps del propietari Pere Cerdà, així com de diverses obres de reforma realitzades al llarg dels segles xviii i xix. Montcerdà passa a mans de la família Duran a partir de 1736. A la façana sud existeix una inscripció amb la data 1743, moment en què el propietari era Jeroni Duran. El 1836 la Quadra de Valldaura es va annexionar a Cerdanyola i, per tant, Montcerdà passa a formar part d'aquest municipi. El 1906 la masia va ser ampliada (datació per font).
Masia formada per diversos cossos amb coberta de teula a dos vessants a diferent nivell i el carener perpendicular a la façana principal. Té obertures de diversa tipologia. En l'actualitat el conjunt es troba molt modificat. El seu valor és fonamentalment històric.
Nota: La informació publicada a la web de l'Inventari del Patrimoni Arquitectònic de Catalunya és parcialment errònia: "El 1112 formava part de la casa palau de Valldaura" El 1112 Valldaura no existia.
Pel que fa a la següent informació: "L'any 1426 el rei Alfons el Magnànim la va donar a Joan Cerdà com a compensació per acció de guerra.", seria bo tenir la referència documental que la suporta.